# Guevenatten
Guevenatten [ɡevənatən]  est une commune française de l'aire urbaine de Mulhouse, située dans la circonscription administrative du Haut-Rhin et, depuis le 1er janvier 2021, dans le territoire de la Collectivité européenne d'Alsace, en région Grand Est.
Le nom de cette commune en dialecte alsacien est Gavanàta (à : s'exprime comme « en » mais en fond de bouche) et en langage populaire Gavenàt (v : s'exprime comme « F »).
Cette commune se trouve dans la région historique et culturelle d'Alsace.

## Géographie
Situé à 6 km au nord-ouest de Dannemarie, ce village-rue occupe un site assez rare dans le Sundgau, puisqu'il est perché sur la ligne des crêtes séparant les vallées du Traubach et du Soultzbach, tous deux affluents de la rive gauche de la Largue.

Guevenatten s'allonge le long de la RD 14 bis reliant la RN 83 (route nationale 83) à Dannemarie par Traubach-le-Haut.
Au nord du village côté Sternenberg, vient se greffer la RD32V (route départementale 32 V), c'est également le point haut de la commune qui culmine à 370 m, qui rejoint également la RN 83 par Sternenberg et Diefmatten.
C'est un village qui a conservé son caractère rural.
La surface du ban est de 217 ha, l'espace agricole utilisé représente 87,2 %. La surface boisée, comprise dans l'espace agricole, est de 58 ha dont 35 ha de forêt communale. 
Guevenatten fait partie du pays du Sundgau, de l'arrondissement d'Altkirch et du canton de Masevaux.
L'altitude de la commune est très variable :
- dans le vallon du Traubach, elle est de 319 m côté Bellemagny / Saint-Cosme et de 313 m à la limite Traubach-le-Haut / Bréchaumont ;
- sur la route départementale RD 14bis en venant de Traubach-le-Haut, elle est de 358 m et à la sortie vers Soppe-le-Bas elle culmine à 370 m ;
- du côté vallon du Soultzbach, on trouve le point le plus bas de la commune à 308 m.

Pourquoi, les hommes se sont ils installés sur les hauteurs ? Le mystère reste encore entier.
| Bellemagny  | Sternenberg | Hecken           |
| Saint-Cosme | Guevenatten | Falkwiller       |
| Bréchaumont |             | Traubach-le-Haut |

### Hydrographie

#### Réseau hydrographique
La commune est dans le bassin versant du Rhin au sein du bassin Rhin-Meuse. Elle est drainée par le Traubach et le ruisseau Fischbach,,.

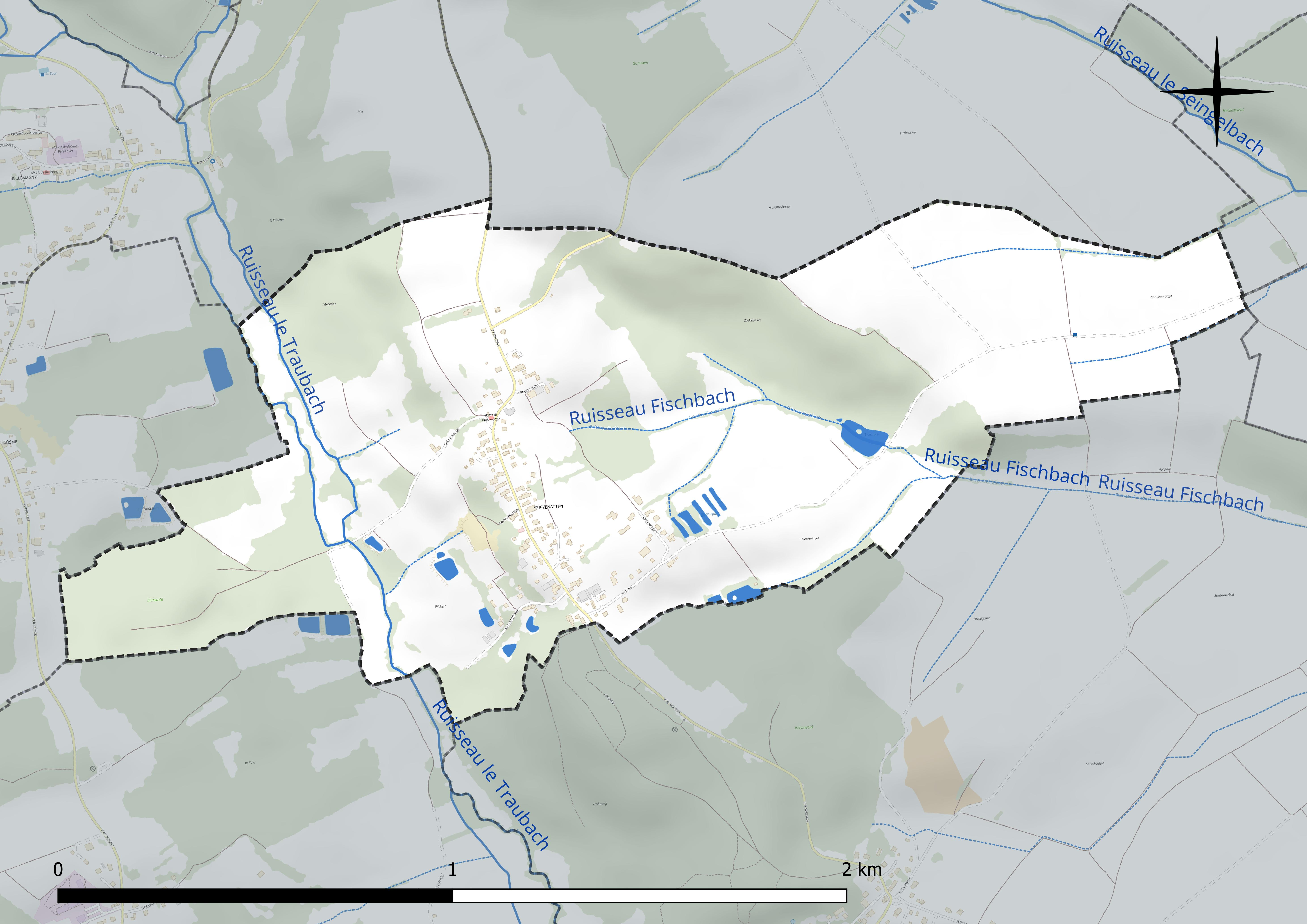
Réseau hydrographique de Guevenatten.

#### Gestion et qualité des eaux
Le territoire communal est couvert par le schéma d'aménagement et de gestion des eaux (SAGE) « Largue ». Ce document de planification concerne le bassin versant de la Largue et une zone située à l'ouest du périmètre (la région de Montreux). Ce territoire s'étend sur 385 km2. Le périmètre a été arrêté le 4 mars 1996 et le SAGE proprement dit a été approuvé le 24 septembre 1999 puis révisé le 17 mai 2016. La structure porteuse de l'élaboration et de la mise en œuvre est le Syndicat mixte pour l'aménagement et la renaturation du bassin versant de la Largue et du secteur de Montreux, qui a évolué en Epage le 1er janvier 2018, sous le nom de Epage Largue. 
La qualité des cours d’eau peut être consultée sur un site dédié géré par les agences de l’eau et l’Agence française pour la biodiversité. 

### Climat
Pour des articles plus généraux, voir Climat du Grand Est et Climat du Haut-Rhin.
En 2010, le climat de la commune est de type climat des marges montargnardes, selon une étude du Centre national de la recherche scientifique s'appuyant sur une série de données couvrant la période 1971-2000. En 2020, Météo-France publie une typologie des climats de la France métropolitaine dans laquelle la commune est exposée à un climat semi-continental et est dans la région climatique  Vosges, caractérisée par une pluviométrie très élevée (1 500 à 2 000 mm/an) en toutes saisons et un hiver rude (moins de 1 °C). 
Pour la période 1971-2000, la température annuelle moyenne est de 9,8 °C, avec une amplitude thermique annuelle de 17,5 °C. Le cumul annuel moyen de précipitations est de 841 mm, avec 10 jours de précipitations en janvier et 9,8 jours en juillet. Pour la période 1991-2020, la température moyenne annuelle observée sur la station météorologique de Météo-France la plus proche, « Felon_sapc », sur la commune de Felon à 8 km à vol d'oiseau, est de 10,3 °C et le cumul annuel moyen de précipitations est de 1 056,1 mm. 
La température maximale relevée sur cette station est de 38 °C, atteinte le 7 août 2015 ; la température minimale est de −19,3 °C, atteinte le 20 décembre 2009,,. 
Les paramètres climatiques de la commune ont été estimés pour le milieu du siècle (2041-2070) selon différents scénarios d'émission de gaz à effet de serre à partir des nouvelles projections climatiques de référence DRIAS-2020. Ils sont consultables sur un site dédié publié par Météo-France en novembre 2022.

## Urbanisme

### Typologie
Au 1er janvier 2024, Guevenatten est catégorisée commune rurale à habitat dispersé, selon la nouvelle grille communale de densité à sept niveaux définie par l'Insee en 2022.
Elle est située hors unité urbaine. Par ailleurs la commune fait partie de l'aire d'attraction de Mulhouse, dont elle est une commune de la couronne,. Cette aire, qui regroupe 132 communes, est catégorisée dans les aires de 200 000 à moins de 700 000 habitants,.

### Occupation des sols
L'occupation des sols de la commune, telle qu'elle ressort de la base de données européenne d’occupation biophysique des sols Corine Land Cover (CLC), est marquée par l'importance des territoires agricoles (67,8 % en 2018), en diminution par rapport à 1990 (72,1 %). La répartition détaillée en 2018 est la suivante : 
forêts (32,2 %), zones agricoles hétérogènes (32 %), terres arables (31,8 %), prairies (4 %). L'évolution de l’occupation des sols de la commune et de ses infrastructures peut être observée sur les différentes représentations cartographiques du territoire : la carte de Cassini (XVIIIe siècle), la carte d'état-major (1820-1866) et les cartes ou photos aériennes de l'IGN pour la période actuelle (1950 à aujourd'hui).

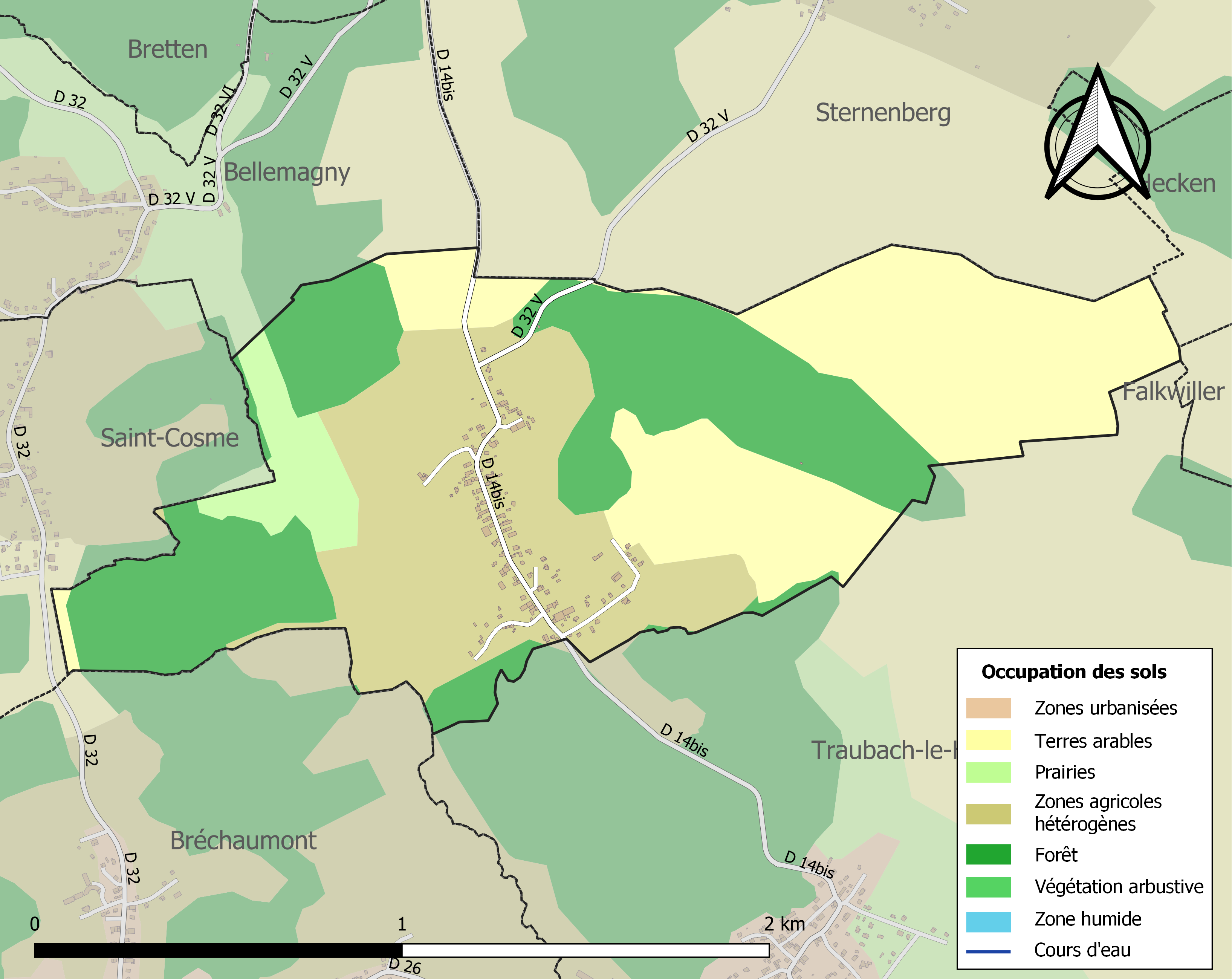
Carte des infrastructures et de l'occupation des sols de la commune en 2018 (CLC).

## Histoire
Village de la seigneurie de Thann, rattaché à la prévôté de Traubach et au comte de Ferrette jusqu'au traité de Westphalie en 1648. Guevenatten est cité pour la première fois à la fin du XIVe siècle, mais d'origine probablement plus ancienne.
Le monastère de Feldbach y avait une cour colongère qui lui devait, entre autres, des poules et de l'avoine. Guevenatten ne surgit que tardivement sur les papiers du couvent de Felbach, datant de 1399 et publiés par Dublod (1958), ce monastère avait là un censitaire. En 1420, Guevenatten se trouve sur les rôles du couvent Saint-Morand.
Le village fut longtemps inféodé à la famille de Reinach jusqu'à la fin du XVIIe siècle. Au XVIIIe siècle, il en est question dans les archives de l'Oelenberg, sous la forme très proche de la primitive « Gebenat ». 
Plus tard, Guevenatten est souvent cité dans les archives de la seigneurie de Thann. Le village faisait partie de la mairie et de la paroisse de Traubach, qui dépendait de Thann. Entre Guevenatten et Hecken se trouvait le village disparu de Linden. Son nom apparaît en 1581 dans un urbaire de Thann avec les villages de Falkwiller, Hecken et Sternenberg. Linden a été déserté pour des raisons inconnues, Schoepflin dit que les habitants qui sont allés s'installer à Hecken démolirent eux-mêmes leurs maisons. En 2016, le village dépend encore de la paroisse de Traubach.
En 1837 fut établi le plan cadastral de la commune sur une seule section. On y voit une cinquantaine de maisons. En 1865, le dictionnaire topographique de Baquol y signale l'existence d’un moulin à blé.
Le 6 octobre 1832, un terrible incendie ravagea le village. Le feu prit dans la maison de Jacques Maillard située au milieu du village. En quelques heures, une vingtaine de maisons avec granges et étables devinrent la proie des flammes. Cent onze personnes perdirent non seulement leurs habitations, mais en raison de la rapidité et de la fureur de l'incendie, elles furent privées de leurs provisions et de leurs vêtements.

### Héraldique
| Blason de Guevenatten | Les armes de Guevenatten se blasonnent ainsi : « D'azur à trois cabanes d'or, ouvertes et ajourées du champ, posées deux et une. » |

## Politique et administration

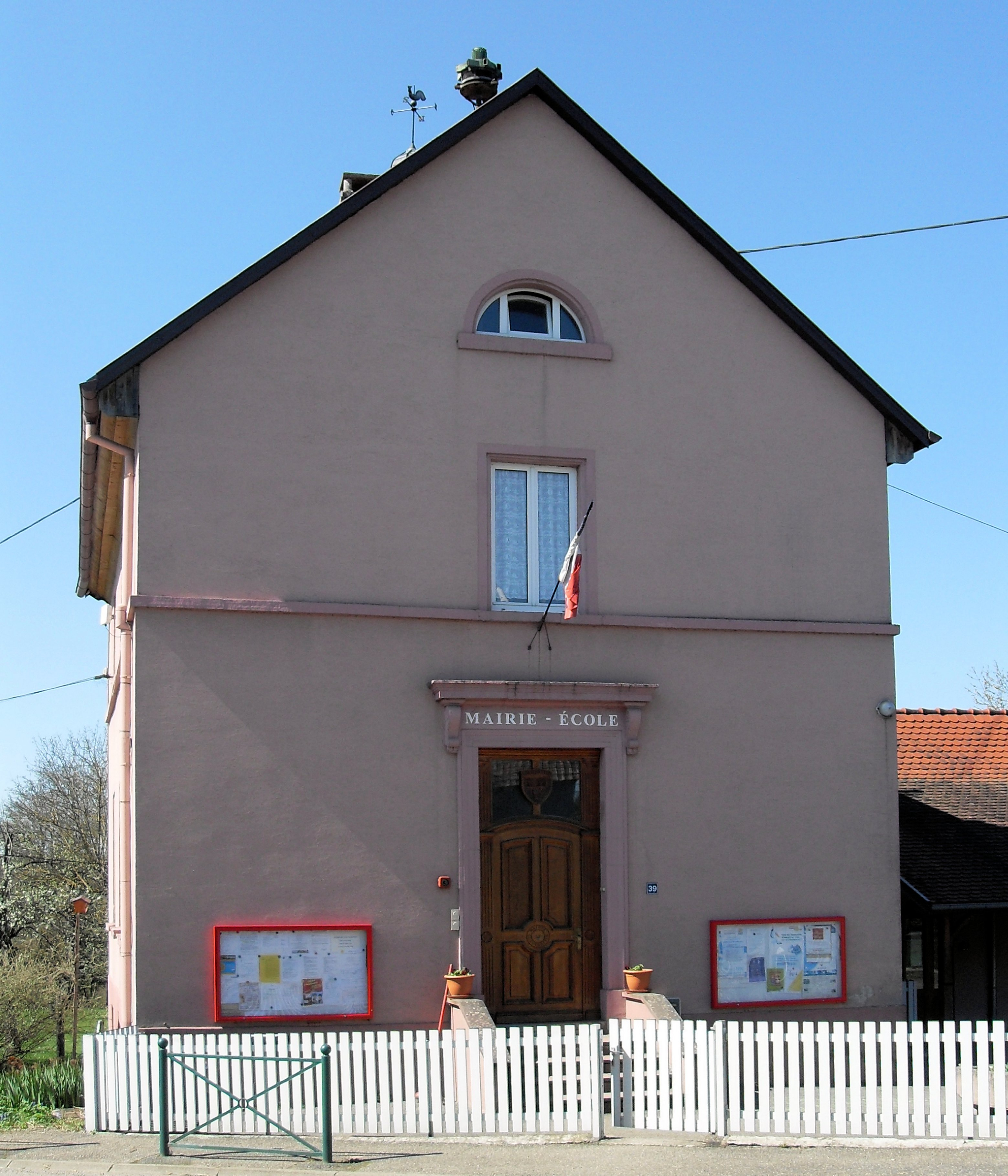
La mairie.école.

| Période                                  | Période                   | Identité                                        | Étiquette | Qualité           |
| ---------------------------------------- | ------------------------- | ----------------------------------------------- | --------- | ----------------- |
| 1993                                     | 2008                      | Patrick Fischer                                 |           |                   |
| 2008                                     | En cours (au 31 mai 2020) | Bernard Schittly Réélu pour le mandat 2020-2026 |           | Directeur d'école |
| Les données manquantes sont à compléter. |                           |                                                 |           |                   |

## Démographie
L'évolution du nombre d'habitants est connue à travers les recensements de la population effectués dans la commune depuis 1793. Pour les communes de moins de 10 000 habitants, une enquête de recensement portant sur toute la population est réalisée tous les cinq ans, les populations de référence des années intermédiaires étant quant à elles estimées par interpolation ou extrapolation. Pour la commune, le premier recensement exhaustif entrant dans le cadre du nouveau dispositif a été réalisé en 2008.

En 2022, la commune comptait 156 habitants, en évolution de +12,23 % par rapport à 2016 (Haut-Rhin : +0,66 %, France hors Mayotte : +2,11 %).
| 1793 | 1800 | 1806 | 1821 | 1831 | 1836 | 1841 | 1846 | 1851 |
| ---- | ---- | ---- | ---- | ---- | ---- | ---- | ---- | ---- |
| 270  | 258  | 291  | 304  | 372  | 349  | 349  | 325  | 318  |

| 1856 | 1861 | 1866 | 1871 | 1875 | 1880 | 1885 | 1890 | 1895 |
| ---- | ---- | ---- | ---- | ---- | ---- | ---- | ---- | ---- |
| 279  | 293  | 297  | 296  | 262  | 236  | 211  | 206  | 187  |

| 1900 | 1905 | 1910 | 1921 | 1926 | 1931 | 1936 | 1946 | 1954 |
| ---- | ---- | ---- | ---- | ---- | ---- | ---- | ---- | ---- |
| 193  | 179  | 176  | 154  | 144  | 142  | 141  | 123  | 123  |

| 1962 | 1968 | 1975 | 1982 | 1990 | 1999 | 2006 | 2008 | 2013 |
| ---- | ---- | ---- | ---- | ---- | ---- | ---- | ---- | ---- |
| 112  | 102  | 98   | 88   | 110  | 144  | 135  | 132  | 137  |

| 2018 | 2022 | - | - | - | - | - | - | - |
| ---- | ---- | - | - | - | - | - | - | - |
| 141  | 156  | - | - | - | - | - | - | - |

## Lieux et monuments
Quelques maisons à colombages datent du XVIIIe siècle.
Trois croix de pierre de 1735, 1785 et 1933 se trouvent sur le territoire de la commune.
- La plus belle et la plus ancienne croix de Guevenatten se trouve à la sortie du village, à l'embranchement de la route conduisant vers Sternenberg, au lieu-dit « Beim Kreuz » et aurait, selon les dires des habitants, été érigée à l'occasion d'une mission.

La croix a une forme particulière, ses extrémités entourent un panneau central où, dans un quatre feuilles est sculptée la scène de la crucifixion : le Christ en croix flanqué de la Vierge et de saint Jean.
Sur le fût en dessous de la ferrure apparente (la ferrure a été démontée lors de la restauration de la croix), se trouve un écusson entouré de palmes qui porte le texte suivant : « Got zue EHREN, H.D.D.F. 1735 », ce qui signifie « À la gloire de Dieu », suivi des initiales des donateurs de la croix ainsi que la date d'érection.
Plus bas sur le fût, avant la moulure en cavet, on voit l'image d'un saint en costume d'évêque, avec mitre et crosse, tenant un livre à la main, qu'on présume être Saint Apollinaire, premier évêque de Ravenne où il fut envoyé par saint Pierre. 
Quatre tilleuls ont encadré ce coin voué à la dévotion populaire. Le dernier de ces tilleuls n'a pas résisté à la tempête de 1999. Ce même jour, la croix est tombée au sol, déséquilibrée par la chute de l'arbre qui écrasa l'abri-bus. La municipalité a fait restaurer et remettre en place cette croix par Mann Alsagranit de Kingersheim. Quatre tilleuls y ont été replantés.
- À la sortie du village, en direction de Traubach-le-Haut, se dresse la dernière croix de Guevenatten, une croix simple, sans prétention, datée de 1785, quelques années avant que la Révolution ne fasse table rase de ces témoins de la piété populaire.

Il paraît que cette croix fut ensevelie durant cette période trouble et remise en place une fois le calme revenu. 
Dans le médaillon, se trouve un Christ sans croix. 
Plusieurs couches de peintures ont couvert toute la surface. 
Cette croix a été restaurée par Mann Alsagranit de Kingersheim en même temps que celle située à l'embranchement vers Sternenberg.
- La croix de la mission : on ne peut manquer d'apercevoir, un peu au-delà de la mairie-école, une croix élevée lors de la mission tenue en 1933.

Ce monument porte sur le socle pyramidal une plaque en marbre blanc avec les mots « Mission 1933 / Also hat Gott dich geliebt, mein Jesus Barmherzigkeit » (Mission 1933 / Ainsi Dieu t'a aimé, mon Jésus miséricordieux).
La croix porte un assez grand Christ en fonte de fer, repeint en 1986 en blanc, brun et rouge. 
Le tout est entouré d'une grille en fer peinte en blanc et bien fleuri par une bénévole.
Le puits couvert
Datant de la fin du XVIIIe / début XIXe siècle et profond de 18 mètres, ce puits privé (non accessible au public) est couvert par un édifice à colombages coiffé d'un toit à quatre pans à tuiles plates (Biberschwantz ou queue de castor), probablement pour éviter que quelqu'un ne tombe dedans et que l'eau potable ne soit souillée.
Il dispose d'un mécanisme à roue qui permettait autrefois de remonter l'eau potable à l'aide d'un seau. Un axe en bois de quarante centimètres de diamètre permettait à la corde
de s'enrouler et une grande roue de charrette servait de volant de manœuvre.
La chapelle Sainte-Appoline
C'est au bord de la rue unique, la départementale 14 bis, presque au milieu du village, que se dresse la chapelle Sainte-Apolline.

En 1892, la chapelle très vétuste fut reconstruite grâce aux dons des fidèles ; les deux voisins les plus proches cédèrent chacun un bout de terrain et la nouvelle chapelle fut reconstruite plus grande et légèrement à la droite de la précédente.
Le 4 septembre 1892, le curé de Dannemarie, en présence du révérend père Ellerbach curé de Geispitzen, des curés Schilling de Traubach, Georges d'Eteimbes, Merckly de Saint-Cosme, Dufour de Bréchaumont, Rohmer de Bretten et du vicaire Kelbert de Traubach, célèbre la bénédiction du nouveau sanctuaire Sainte-Apolline, après l'abandon de saint Apollinaire.
Le chœur de la petite chapelle abritait un autel qui se trouve maintenant à Traubach-le-Haut et deux anges en bois provenant de Weckolsheim près de Neuf-Brisach. Une profusion de statues de la Vierge et une de sainte Apolline disposées sur les deux autels latéraux ainsi qu'une grotte de Lourdes réalisée par une religieuse du couvent de Bellemagny complétaient sa décoration.
Au mur était suspendu un chemin de croix, peint sur toile en 1790 par Madeleine Neysser originaire de Lautenbach-Zell. Une cloche fut également installée dans le clocheton au-dessus de la porte d'entrée. La chapelle a perdu la plus grande partie de son mobilier. De sainte Apolline, il ne reste que le vitrail. 
Les autels latéraux ont disparu. Deux statues en plâtre de l'Immaculée Conception et de saint Joseph à l'Enfant Jésus comblent le vide.
Le chemin de croix a été brûlé, estimé sans valeur par le curé de la paroisse. Seuls les deux anges décorent encore le chœur.